# 2012 في تركيا
فيما يلي قوائم الأحداث التي وقعت خلال عام 2012 في تركيا.

## رياضة
- 11 مارس – بطولة العالم لألعاب القوى داخل الصالات 2012

## أفلام
من الأفلام التي صدرت هذه السنة في تركيا:
- 1 يناير – حدث ذات مرة في الأناضول من إخراج نورى بيلجى جيلان.
- 1 يناير – فتح 1453 من إخراج فاروق أكسوي.
- 1 يناير – موسم وحيد القرن من إخراج باهمان غوبادي.

## برامج ومسلسلات وأنمي
- على مر الزمان
- ما ذنب فاطمة جول؟
- القبضاي
- عودة مهند
- الصفوف الخلفية
- اسميتها فريحة
- لغز الماضي
- عفت
- حريم السلطان
- الوشاح الأحمر

## كتب
من الكتب التي صدرت هذه السنة في تركيا:
- 20 مارس – لماذا تفشل الأمم من تأليف دارون أسيموجلو.

## وفيات

### فبراير
- 9 فبراير – يلماز أوزتونا (مواليد 1930) سياسي تركي.

### أبريل
- 1 أبريل – أكرم بورا (مواليد 1934) ممثل تركي.
- 2 أبريل – فاطمة نسل شاه (مواليد 1921)[1]

### ديسمبر
- 12 ديسمبر – سميحه اس (مواليد 1912) صحفية تركية.